# Arctopsyche fissa
Arctopsyche fissa är en nattsländeart som beskrevs av Schmid 1968. Arctopsyche fissa ingår i släktet Arctopsyche och familjen ryssjenattsländor. Inga underarter finns listade i Catalogue of Life.